# 馮興

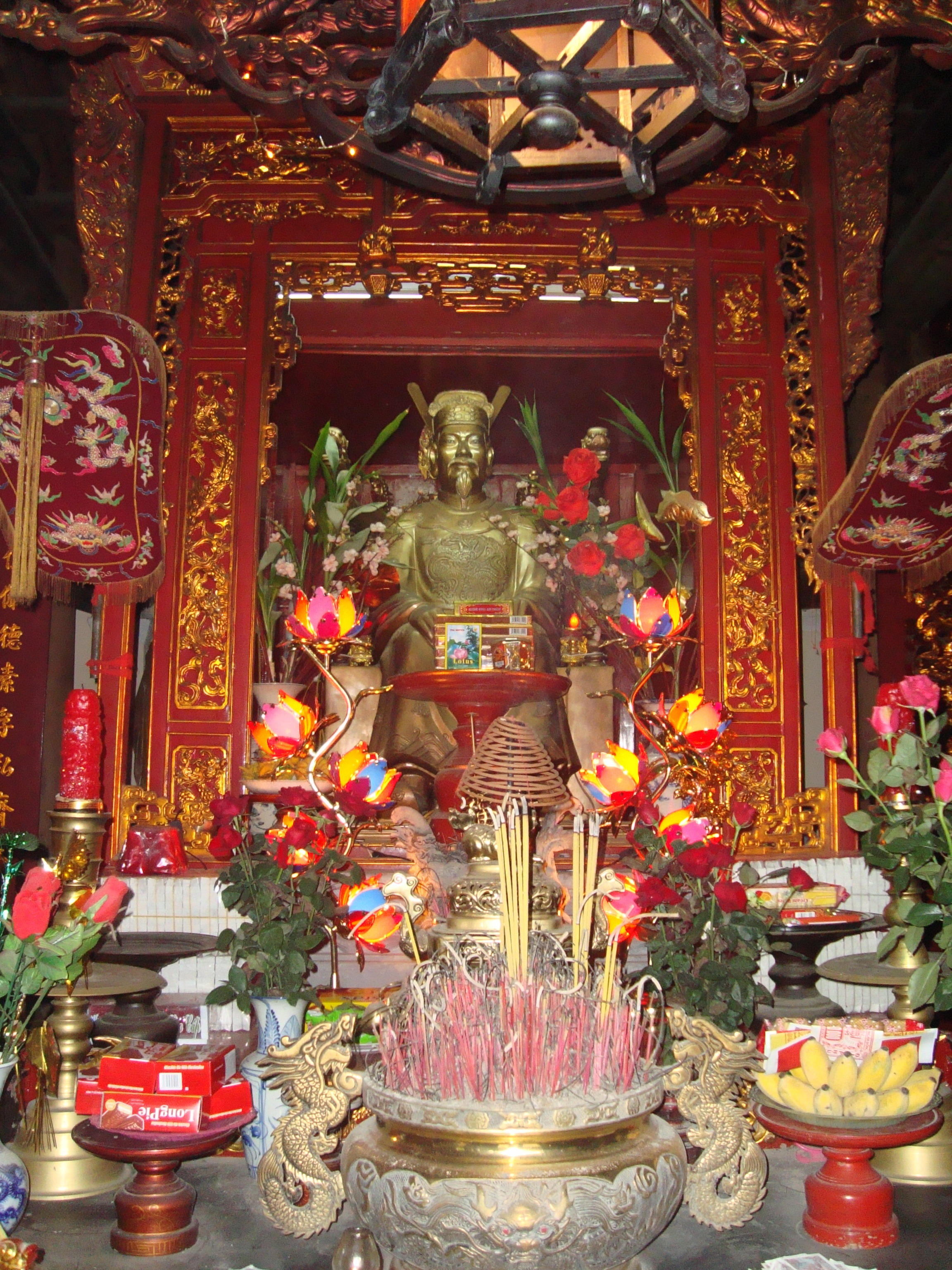
馮興

馮興（越南语：／，？—791年），是8世紀越南反唐起義軍的軍事首領。

## 有關記載
據越南吳士連撰寫的《大越史記全書》記載，馮興出生在當時唐林（越南語：Đường Lâm） 地區（今越南河內市山西市社）的一個富裕的家庭，身強體壯。在791年（唐貞元8年），馮興與他的弟弟馮駭接受杜英翰的建議，率眾起義。唐安南都護高正平發兵鎮壓，為馮興所敗，高正平憂驚而死。他去世，其子馮安繼立。馮安為他上了尊號，稱為「布蓋大王」（越南语：／）。「布蓋」一詞，在越南語中是「父母」的意思。
馮興此人，在中國史籍《唐書》和《新唐書》中都未提及，《唐書》與《新唐書》都把這場起義的首領寫作杜英翰。

## 越南人對他的尊崇
越南人相信馮興「英靈顯赫」，將之視作神靈。據《粵甸幽靈集》所說，10世紀時的吳權與南漢對戰時曾憂心沖沖，在夢中遇見馮興協助，結果取得勝利，因而從吳朝時起便深受尊崇。陳朝時，朝廷又對馮興陸續加上「孚祐」、「彰信」、「崇義」等字，因而又稱「布盖孚祐彰信崇義大王」。在現代，越共學者則把馮興的故事視為「一次規模巨大的反抗統治者的起義」。